# صدف طاهريان
صدف طاهريان ((بالفارسية: صدفِ طاهریان)، ولدت 21 يوليو 1988 في طهران، إيران) هي ممثلة وعارضة إيرانية.

## روابط خارجية
- صدف طاهريان على موقع IMDb (الإنجليزية)